# 巴登 (馬里蘭州)
巴登（英語：Baden）是位於美國馬里蘭州佐治王子縣的一個普查規定居民點。

## 人口
根據2020年美國人口普查的數據，巴登的面積為73.89平方千米，當中陸地面積為71.49平方千米，而水域面積為2.40平方千米。當地共有人口2114人，而人口密度為每平方千米28.61人。